# Кайзерслаутерн
 Тази статия е за града в Германия.  За футболния клуб вижте 1. ФК Кайзерслаутерн.  
Кайзерслаутерн (на немски: Kaiserslautern) е град в Югозападна Германия. Населението му е около 100 000 души, но освен тях в града живеят и около 50 000 жители на САЩ – военни или чиновници, служещи на Въоръжените сили на САЩ.

## Спорт
Футболният отбор на града носи неговото име Кайзерслаутерн.

## Личности, родени в Кайзерслаутерн
- Фриц Валтер (1920-2002), германски футболист

## Побратимени градове
- Девънпорт (Айова), САЩ
- Сен Кантен, Франция
- Нюхам, Великобритания
- Bunkyo-ku (Токио), Япония
- Бранденбург (град), Германия
- Плевен, България
- Колумбия (Южна Каролина), САЩ
- Силкеборг, Дания
- Гимараеш, Португалия
- Баня Лука, Босна и Херцеговина
- Битоля, Северна Македония
- Игуалада, Испания
- Родъръм, Великобритания